# Oriolo Frezzotti
Oriolo Frezzotti (Roma, 7 settembre 1888 – Roma, 30 aprile 1965) è stato un architetto e urbanista italiano.

## Biografia
Nato a Roma da una famiglia di costruttori frequenta l'Accademia di Belle Arti della Capitale laureandosi in Architettura. Divenuto collaboratore di Florestano Di Fausto progetta alcune opere nel Dodecanneso. 

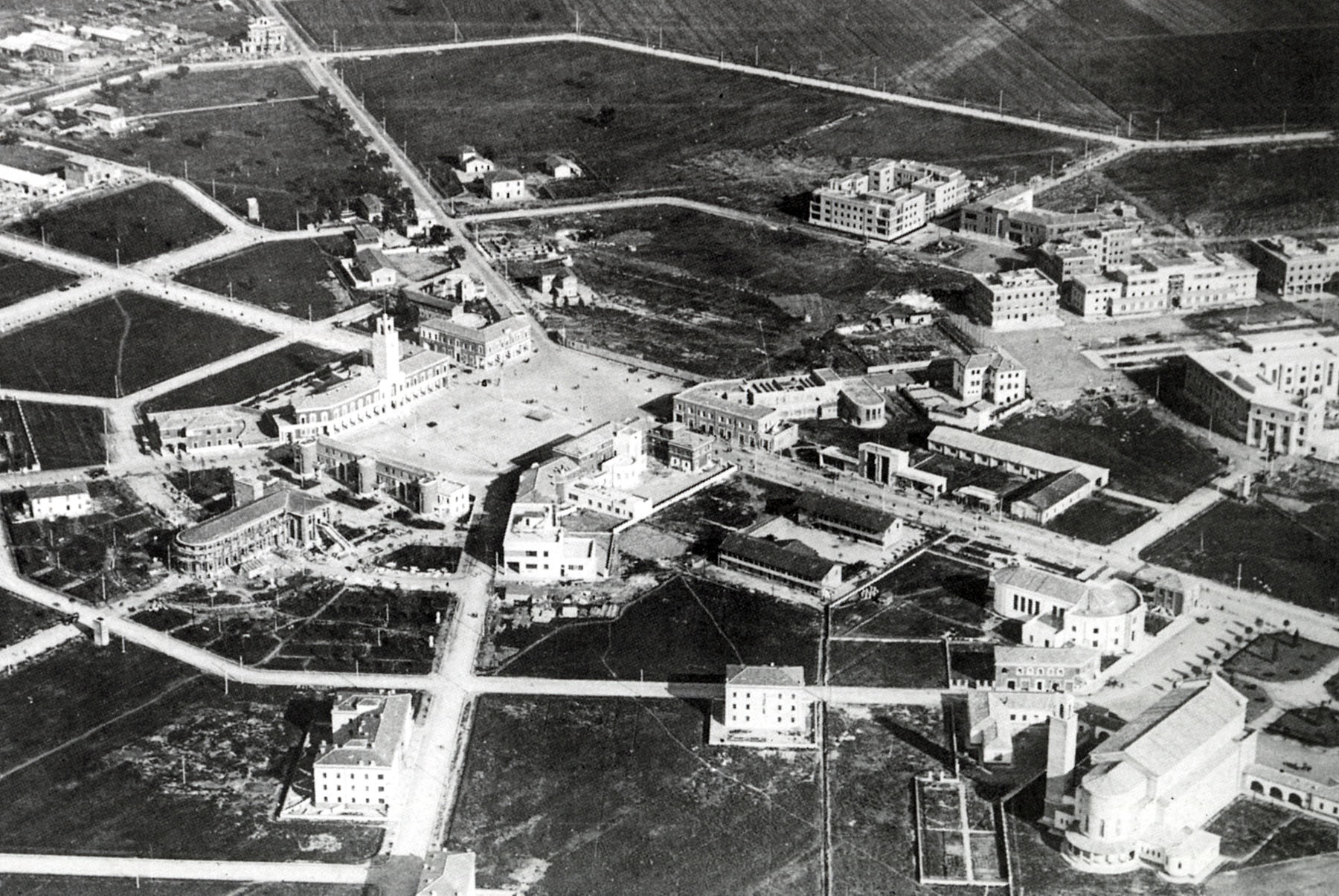
Littoria in una foto aerea del 1934

Dal Comune di Roma riceve, negli anni 20, alcuni incarichi per la sistemazione della Porta Maggiore e per interventi nel quartiere Trionfale e nei rioni San Saba e Esquilino, dove realizza la Casa del passeggero a lato della Stazione Termini.
Sono degli anni '30 vari interventi di sistemazione urbanistica nelle città di Genova e Faenza. Ma l'incarico più importante è del 1931 quando l'Opera Nazionale Combattenti gli commissiona il progetto della città di Littoria, i relativi sviluppi, con la collaborazione dell'ing. Caio Savoia, verranno consegnati l'anno successivo, mentre l'inaugurazione della nuova città avverrà con la posa della prima pietra il 30 giugno 1932.
È del 1934 il progetto delle scuole elementari e del serbatoio idrico, dell'Opera Nazionale Balilla di Sabaudia.
Negli anni '40 e '50 progetta soprattutto edifici residenziali per Roma e lavora come responsabile dell'ufficio tecnico della Compagnia Tirrena di Assicurazioni, per cui realizza la Galleria Tirrena a Trento (1949-52) e a Roma la sede della società all'EUR (1952) e la sede della società SIDA in viale del Policlinico.
Frezzotti muore a Roma il 30 aprile 1965.
Un fondo di 862 disegni relativi a 95 progetti (1907-1959) di Oriolo Frezzotti è conservato presso il Museo civico Duilio Cambellotti di Latina.

## Elenco parziale opere

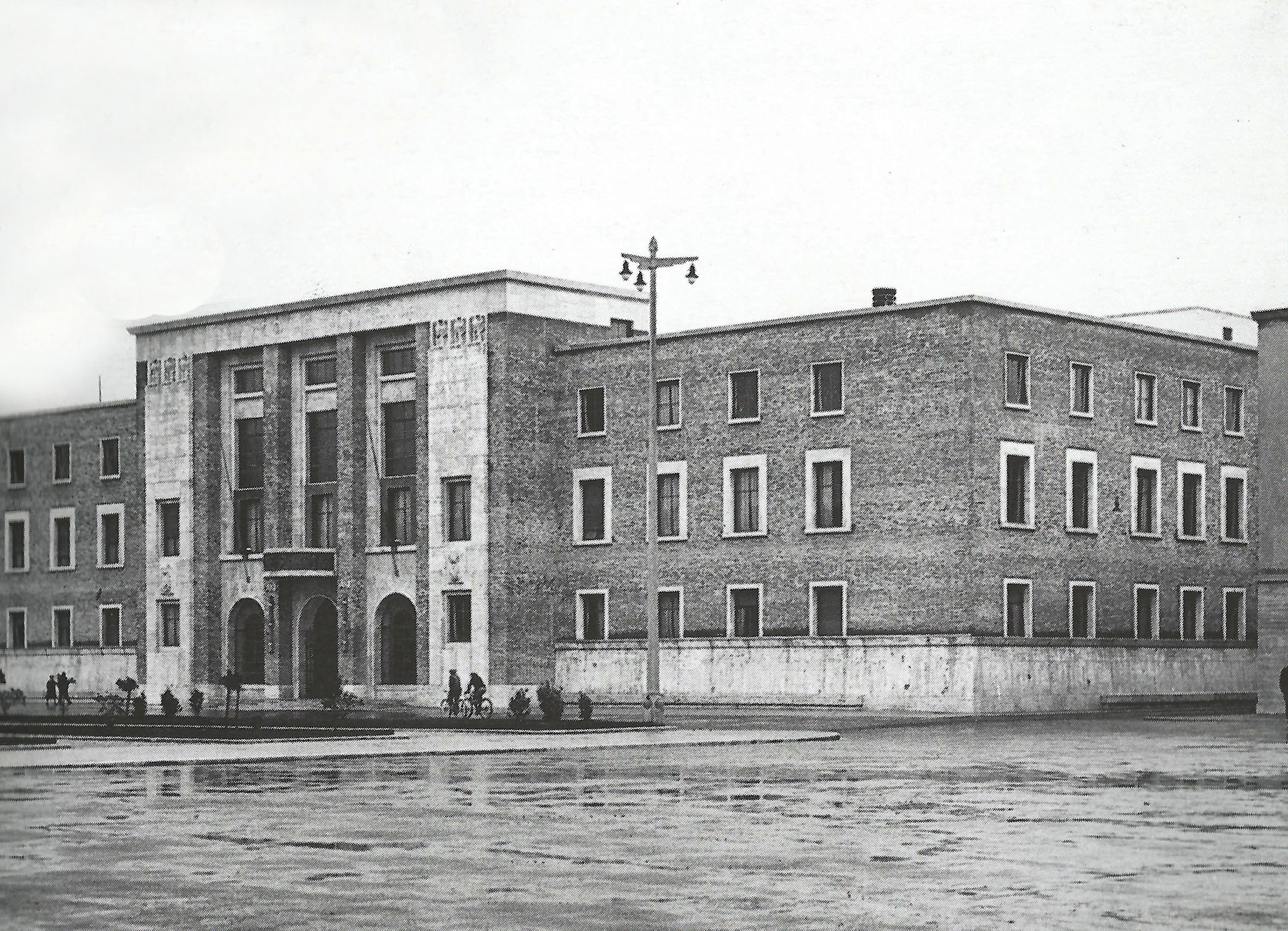
Palazzo del Governo a Littoria di O.Frezzotti 1932

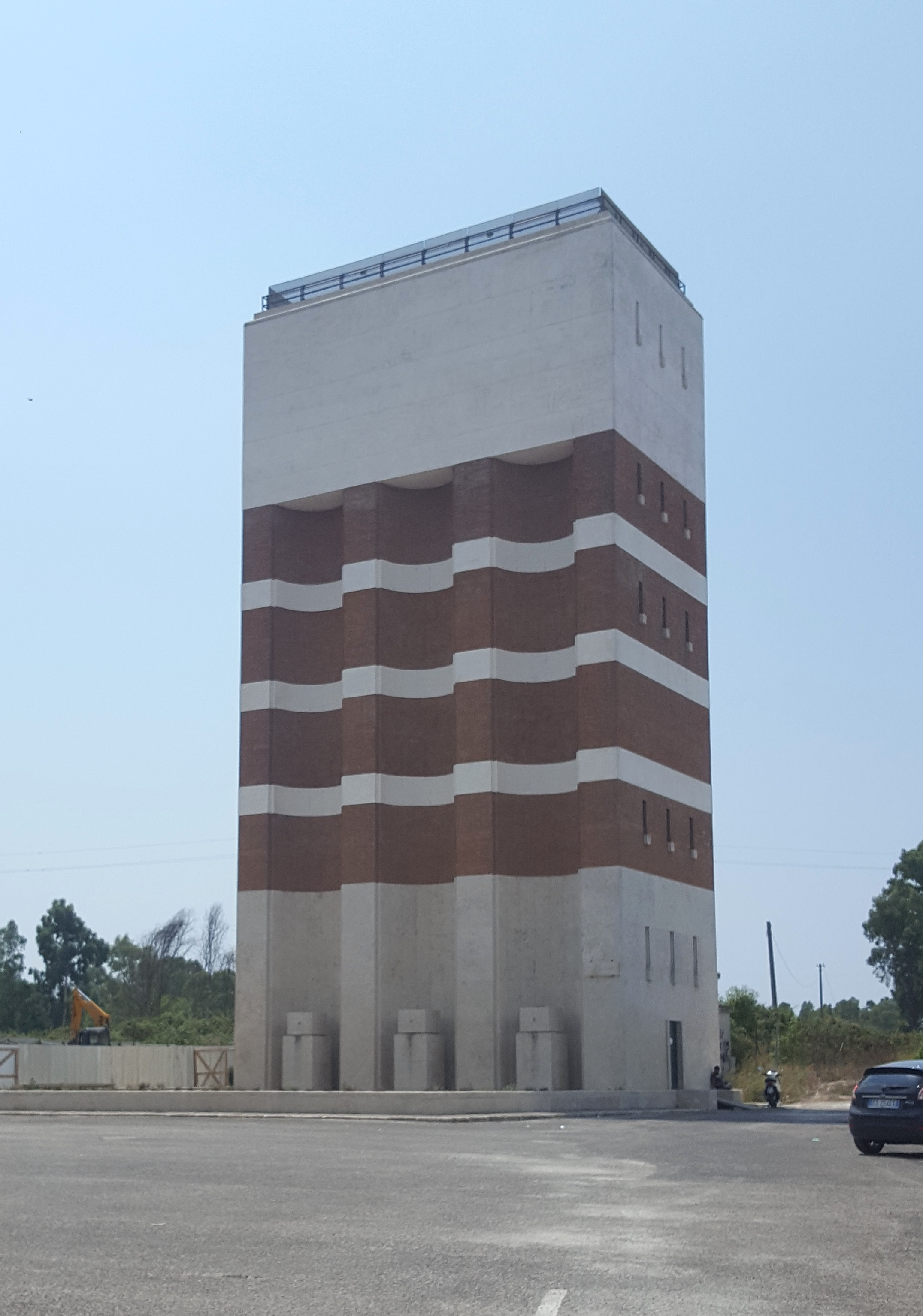
Serbatoio idrico a Pontinia, 1935

### Roma
- Casa del passeggero 1925

### Littoria
- Progetto generale della città 1931
- Palazzo comunale 1932
- Cinema teatro Aquila 1932
- Cattedrale di San Marco 1933
- Consorzio di bonifica 1935
- Il Tribunale 1936
- Casa del Fascio (Palazzo M) 1938

### Pontinia
- Sede dell'Opera Nazionale Combattenti 1935
- Serbatoio idrico 1935

### Sabaudia
- Scuole elementari 1933
- Serbatoio idrico 1934